# Љубушки
Љубушки је градско насеље и сједиште истоимене јединице локалне самоуправе у јужном делу Босне и Херцеговине. Према подацима пописа становништва 2013. године, у Љубушком је пописано 4.023 лица.

## Географија
Клима је умерена медитеранска (25,2 °C средња годишња) са 2.300 сунчаних сати у години. Уз познати кршки херцеговачки рељеф Љубушки има више плодних низија: Љубушко поље, Вељачко поље, Витинско поље, Расток и Бериш. Град Љубушки се налази на раскрсници важних саобраћајница према Мостару (36 km), Макарској (55 km), Сплиту (120 km), Дубровнику (130 km) и Сарајеву (170 km).

## Историја
Претпоставља се да је љубушки крај, с обиљем воде, богатством флоре и фауне био настањен у праисторијско доба, о чему сведоче камени, коштани и метални налази. Први познати становници били су Илири. Од њих су остале бројне гробне камене гомиле и утврђене градине по падинама и брдима.
Римљани су у 3. вијеку п. н. е. заратили с Илирима и покорили их почетком I века. Од шест векова римске владавине остало је доста споменика. Зна се да су постојале и ранохришћанске цркве, базилике, од којих се издвајају оне у Војнићима, Витини, Пробоју и Ц. Грму.
У писаним изворима Љубушки се први пут спомиње 1444. под називом Lubussa. Зна се да је имао предграђе и цркву.
Под османску власт Љубушки пада вероватно 1472. убрзо након пада Почитеља. Османлије су учврстиле и прошириле тврђаву, доградили бедеме с пушкарницама и близу тврђаве подигли џамију. Љубушки, који је у османско доба имао статус кале (тврђаве), припадао је Имотском кадилуку до 1718, а након тога сам постаје сједиште кадије. У то доба често га нападају хајдуци из Приморја и Далматинске загоре.
Код Љубушког, у Клобуку, је рођен Иван Мусић, херцеговачки војвода и вођа устанка против Турака. Након Берлинскога конгреса 1878. аустроугарска војска под вођством генерала Јовановића ушла је 2. августа 1878. у Љубушки. За вријеме аустроугарске управе Љубушки доживљава значајан привредни развој. Ударени су темељи винарству и узгоју дувана, извршена је мелиорација Љубушкога поља, саграђени су путеви, мостови.
Први светски рат Љубушком је донео велику глад, немаштину и болести. Назадак се наставио и у раздобљу Краљевине СХС, када су се многи Љубушаци иселили у прекоокеанске земље. У априлу 1941, по устројству НДХ Љубушки је као котар припао великој жупи Хум. Родом из Љубишког краја је био истакнути југословенски хирург јеврејског порекла Исидор Папо. Он је током Другог светског рата доживео велику породичну трагедију, када су му усташе зверски убиле 50 чланова породице, укључујући рођеног брата и сестру.

### Други свјетски рат
Видовдански талас хрватског усташког геноцида захватио је и српско становништво љубушког среза. Од свих јама љубушког краја посебно се издваја она на Хумцу, која се налази у огради тамошњег фрањевачког самостана. При масакрирању и бацању Срба у ту јаму, у ноћи између 30. јуна и 1. јула, и поред јаукања и запомагања невиних жртава, нико од „Кристових слугу“ из тог самостана није изашао да погледа шта се то дешава.
Послије потписивања Дејтонског споразума, 1995. године, град Љубушки је у цјелини ушао у састав Федерације БиХ.

## Становништво
|                      | 2013.          | 1991.           |
| Укупно               | 4 023 (100,0%) | 4 198 (100,0%)  |
| Хрвати               | 3 352 (83,32%) | 2 658 (63,32%)  |
| Бошњаци              | 572 (14,22%)   | 1 174 (27,97%)1 |
| Неизјашњени          | 30 (0,746%)    | –               |
| Албанци              | 23 (0,572%)    | –               |
| Срби                 | 18 (0,447%)    | 53 (1,263%)     |
| Остали               | 13 (0,323%)    | 133 (3,168%)    |
| Непознато            | 6 (0,149%)     | –               |
| Муслимани            | 5 (0,124%)     | –               |
| Босанци и Херцеговци | 4 (0,099%)     | –               |
| Југословени          | –              | 180 (4,288%)    |

1. 1 На пописима од 1971. до 1991. Бошњаци су пописивани углавном као Муслимани.